# 찰스 리드패스
찰스 데커 리드패스(Charles Decker Reidpath, 1889년 9월 20일 ~ 1975년 10월 21일)는 미국의 육상 선수로 1912년 스톡홀름 올림픽 2관왕이며, 후에 현저한 군사 경력에 들어갔다.

## 인물
뉴욕주 버펄로에서 태어나 라파예트 고등학교를 졸업하고, 시러큐스 대학교에서 수학하였다. 대학 시절에 종합적 육상 스타가 되어 1912년에 열린 대학 선수권 대회에서 220 야드(201m)와 440 야드(402m)를 우승하였다.
토목 공학에서 학위를 받고 대학을 졸업한 리드패스는 친척들에 의하여 스포츠를 그만 두고 버펄로에서 가족 비지니스를 하자는 의견에 압박을 받았다. 대신, 올림픽 육상 팀에 들어가게 되어 스웨덴 스톡홀름으로 떠났다. 400m에서 올림픽 기록 48.2초를 세워 우승하고, 1600m 릴레이에서 최종 주자로 세계 기록 3분 16.6초를 세워 미국 팀을 승리로 이끌었다. 200m에서는 5위로 들어왔다.
그의 군사 경력으로 봐서, 제2차 세계 대전 중 영국, 프랑스, 벨기에에서 복무한 수송 부대의 중령이었으며, 북프랑스와 라인란트 회전으로 종군 기념 청동 성장이 수여되었다. 벨기에에서는 1944년과 1945년 안트베르펜 항구에서 복무로 왕관 훈장이 수여되었다. 1948년 뉴욕 국립 위병에서 퇴직할 때 준장으로 진급되었다.
스포츠와 군사를 떠나서, 리드패스는 1912년부터 1937년 버펄로의 빌딩 관리인으로 임명될 때까지 버던서 건설 회사를 위해 일하였다. 15년 동안 공공 사업의 도시부에서 일하고 1956년에는 건축가들을 위한 건설의 감독으로서 연방 준비 은행을 짓는 데 도움을 주었다.
86세의 나이로 켄모어에서 사망하였다.